# Beast (álbum de DevilDriver)
Beast es el quinto álbum de estudio de la banda de Groove metal y Death Metal Melódico DevilDriver. Fue lanzado el 22 de febrero de 2011 en los EE. UU. El álbum vendió más de 11 000 copias en su primera semana de lanzamiento en los EE. UU.

## Antecedentes
Beast fue grabado en estudios Sonic Ranch en Tornillo, Texas, y fue producido por Mark Lewis ( de All That Remains, Trivium, The Black Dahlia Murder) y llegará al por menor a través de su sello Roadrunner Records el 22 de febrero de 2011. "El registro es extrema", el vocalista Dez Fafara dijo a la revista Revolver. "Y los ataques de principio a fin. Si te gusto [2007] de ' The Last Kind Words ', esto es como que en los esteroides y de la manivela, conduciendo un Buick Skylark 200 millas por hora seguida a Las Vegas. "" Me sentí como si estuviera despertando y viviendo un momento de claridad que llevado a cabo todas estas enojado, las emociones negativas ", dijo Fafara de hacer el álbum. "Es una liberación de todo el dolor. "Ha sido una bestia de un año y medio, y va siendo", agregó. En cuanto a los álbumes musicales de la nueva dirección, el baterista John Boecklin declaró: "Es interesante para mí - no es el mejor mierda que hemos hecho, ni el más lento, pero solo tiene un montón de ranura. Pero para mí, cuando la gente dice 'que tiene groove, "Creo que es una buena manera de decir simple y aburrido en estos días. Queríamos evitar esto. "Nuestro registro tiene un gran contraste de riffs oscuros, pisar tambores rebote con la cantidad de explosiones y contrabajo, y vocal de entrega pendiente de Dez que lleva más allá de su enfoque de promedio de la tentativa de metal. No estoy hablando de reinventar la rueda o nada. Creo que nuestro nuevo álbum se encuentra en su propio rincón de cualquiera de nuestros otros discos. "La banda grabó 14 canciones durante la" Bestia "sesiones, con 12 temas que la versión estándar de los CD y las 14 canciones que aparecen en la edición especial. La edición especial también incluye banda documental "Usted puede saber desde el escenario" (disparo por el cineasta Daniel J. Burke, también conocido como Bruce Wayne) y la música videos oficiales que abarcan DevilDriver s carrera "hasta el momento.

## Lista de canciones
| N.º   | Título                                   | Duración |  |
| 1.    | «Dead to Rights»                         | 4:53     |  |
| 2.    | «Bring the Fight (To the Floor)»         | 3:33     |  |
| 3.    | «Hardened»                               | 5:46     |  |
| 4.    | «Shitlist»                               | 4:04     |  |
| 5.    | «Talons Out (Teeth Sharpened)»           | 4:20     |  |
| 6.    | «You Make Me Sick»                       | 5:18     |  |
| 7.    | «Coldblooded»                            | 4:06     |  |
| 8.    | «Blur»                                   | 4:58     |  |
| 9.    | «The Blame Game»                         | 4:00     |  |
| 10.   | «Black Soul Choir» (16 Horsepower cover) | 5:07     |  |
| 11.   | «Crowns of Creation»                     | 4:55     |  |
| 12.   | «Lend Myself to the Night»               | 4:01     |  |
| 55:01 |                                          |          |  |

| Special Edition bonus tracks |                            |          |  |
| N.º                          | Título                     | Duración |  |
| 13.                          | «Lost»                     | 3:36     |  |
| 14.                          | «Fortune Favors the Brave» | 5:30     |  |
| 15.                          | «Grinfucked» (Live)        | 4:06     |  |

## Personal
- Dez Fafara - Voz
- Mike Spreitzer - Guitarra
- Jeff Kendrick - Guitarra
- Jon Miller - Bajo, Guitarra
- John Boecklin - Batería, Guitarra